# Встреча в Тельгте
«Встреча в Тельгте» (нем. Das Treffen in Telgte) — рассказ Гюнтера Грасса 1979 года. В нём описывается вымышленная встреча немецких поэтов и прозаиков в городе Тельгте в 1647 году.

## Сюжет
В 1647 году, незадолго до окончания Тридцатилетней войны, кенигсбергский поэт Симон Дах приглашает на встречу нескольких немецких писателей и поэтов. Поскольку гостиница «Раппенхоф» в Оеседе близ Оснабрюка, которая была назначена местом проведения встречи, была отдана под штаб и военный совет главнокомандующего шведской армией  Александра фон Эрскейна, встреча грозит сорваться, не успев начаться. Тогда имперский офицер и писатель Гриммельсгаузен, явившийся без приглашения в сопровождении двух писателей, предлагает свою помощь и организует продолжение путешествия в Тельгте. Под предлогом того, что ему, как личному врачу папского нунция Фабио Киджи (будущего Папы Александра VII), необходимо поместить в карантин группу людей, больных бубонной чумой, Гриммельсгаузен требует в качестве жилья «Брюкенхоф», принадлежащий его любовнице Либушке. Купцы из Ганзейского союза, остановившиеся на постоялом дворе, вынуждены спешно покинуть его. Участники встречи расходятся по своим комнатам, и день заканчивается тем, что Симон Дах, организатор конференции, беспокоится о дальнейшей возможности проведения всего мероприятия.
Под руководством Даха поэты, некоторые из которых пришли со своими издателями, читают друг другу свои рукописи. Обсуждаются тексты и дискутируется положение немецкого языка послевоенных лет. В промежутках они обедают и выпивают, некоторые из молодых проводят ночи со служанками на чердаке.
Поэты хотят внести свой вклад в прекращение затянувшейся войны и после долгих обсуждений приходят к общему призыву к миру. Заключительная речь Симона Даха завершается «предложением вечного стиха»: 

И если бы кто-то захотел побить его камнями, залить ненавистью, рука с пером все равно торчала бы из обломков
 Язык — даже в большей степени, чем литература, является родиной всего того, что 
стоит называть немецким
Эта приверженность автономии языка и литературы, а вместе с ней и отказ от политического, религиозного и идеологического присвоения — согласны ли с этим присутствующие писатели? Остается открытым вопрос, что является следствием хаоса войны, которая к этому моменту продолжалась уже 29 лет.
Но потом дом загорается, и все попытки спасти его оказываются тщетными. Осознав свое физическое бессилие, но теперь уже наполненные смутным представлением о своем настоящем призвании, поэты расстаются, не договорившись о новой встрече. Итоги встречи остаются открытыми.

## Язык и стиль
Роман написан в изощренном, сильно риторически окрашенном стиле, в котором преобладают косвенная речь, барокализованные глаголы и прилагательные, аллегории, гиперболы, антифразис, и подобные стилистические приемы, что свидетельствует о глубоком знании Грассом литературного и политического барокко. Несвоевременный, давно недооцененный, многократно раздробленный и многослойный ключевой роман, или скорее даже новелла, это небольшое произведение долгое время оставалось доступным в первом издании. Он не только расправляется с распространенным в 1960-е годы тезисом о подневольности литературы (инициатором которого был сам Г. Грасс), но и в конце 1970-х вновь присваивает самостоятельный статус историческому, литературному, поэтическому и языковому труду.

## Персонажи, участники встречи
| - Генрих Альберт (1604—1651), композитор, автор песен и органист из Кёнигсберга - Зигмунд фон Биркен (1626—1681), поэт и писатель - Август Бухнер (1591—1661), античный философ, поэт и литературный теоретик - Даниэль Чепко фон Райгерсфельд (1605—1660), поэт и драматург - Симон Дах (1605—1659), поэт из Кёнигсберга - Пауль Герхард (1607—1676), лютеранский теолог и автор литургических песнопений - Георг Грефлингер (1620—1677), поэт и писатель - Ганс Якоб фон Гриммельсгаузен (1622—1676), писатель, называет себя в книге Гельнхаузен в честь родного города - Андреас Грифиус (1616—1664), поэт и драматург - Георг Филипп Харсдёрффер (1607—1658), поэт - Христиан Гофман фон Гофмансвальдау (1616—1679), лирик и мастер эпиграмм - Иоганн Лауремберг (1590—1658), поэт и писатель | - Фридрих фон Логау (1605—1655), поэт - Иоганн Михаэль Мошерош (1601—1669), политик, сатирик и педагог - Иоганн Рист (1607—1667), поэт и лютеранский проповедник - Йоханнес Шеффлер, позде известный как Ангелус Силезиус (1624—1677), религиозный поэт - Иоганн Матиас Шнойбер (1614—1665), лирик и педагог - Генрих Шютц (1585—1672), композитор - Георг Родольф Векерлин (1584—1653), придворный лирик - Филипп фон Цезен (1619—1689), поэт и первый немецкий профессиональный писатель - Исаак Элсефир (1596—1651), издатель из Амстердама - Эндтер, издатель из Нюрнберга - Мюльбен, издатель из Страсбура - Науманн, издатель из Гамбурга - Вильгельм Шлегель, продавец из Штеттина - Издатель из Бреслау |

## Расшифровка лиц
Писатель Рольф Шнайдер, который сам принимал участие в некоторых собраниях «Группы 47», в своей рецензии в журнале «Der Spiegel» в 1979 году высказал предположения об идентификации этих лиц: Симон Дах — это, конечно, портрет Ханса-Вернера Рихтера, которому посвящена книга. В Гриммельсхаузене Грасс изображал самого себя. Гюнтер Грасс прочитал первую главу своего еще не опубликованного романа «Жестяной барабан» на встрече группы в ресторане «Гастхоф Адлер» в Гросхольцлейте в 1958 году, что сделало ранее неизвестного автора неожиданно знаменитым. В суровом магистре Августе Бюхнере, склонном к чтению лекций, наверняка можно было узнать литературного критика Марселя Райх-Раницкого, а мягкому Зигмунду фон Биркену придали черты писателей Мартина Вальзера и Ханса Магнуса Энценсбергера. В Андреасе Грифиусе, который выразительно изображает последствия войны в своих стихах, Генрих Бёлль отражается как один из главных представителей Труммерлитературы (также известной как «Литература нулевого дня», «Кригс- или Хаймкехрерлитература»). Георг Грефлингер, который позже редактировал еженедельную газету в Гамбурге, похож на редактора «Шпигеля» Рудольфа Аугштайна, который был частым гостем на встречах «Группы 47». Либушка — главный персонаж романа Гриммельсгаузена «Подробное и удивительное жизнеописание потомственного мошенника и помещика Куража», который Бертольт Брехт также взял для своей пьесы «Мамаша Кураж и её дети».